# Rhorus chrysopus
Rhorus chrysopus är en stekelart som först beskrevs av Gmelin 1790.  Rhorus chrysopus ingår i släktet Rhorus och familjen brokparasitsteklar. Arten är reproducerande i Sverige. Inga underarter finns listade i Catalogue of Life.